# Флорентийские анналы
Флорентийские анналы (лат. Annales Florentini) — небольшие исторические заметки, сохранившиеся в пергаменной рукописи XII в. Описывают события истории Тосканы в период с 1110 по 1173 гг.

## Издания
- Annales Florentini // MGH, SS. Bd. XIX. Hannover. 1866, p. 223—224[2].

## Переводы на русский язык
- Флорентийские анналы — перевод И. М. Дьяконова на сайте Восточной литературы